# ᆍ
ᆍ는 ㅜ와 ㅜ가 합쳐진 옛 한글 모음이다. 위아래우라고도 한다.